# 11 Kompania Czołgów Rozpoznawczych

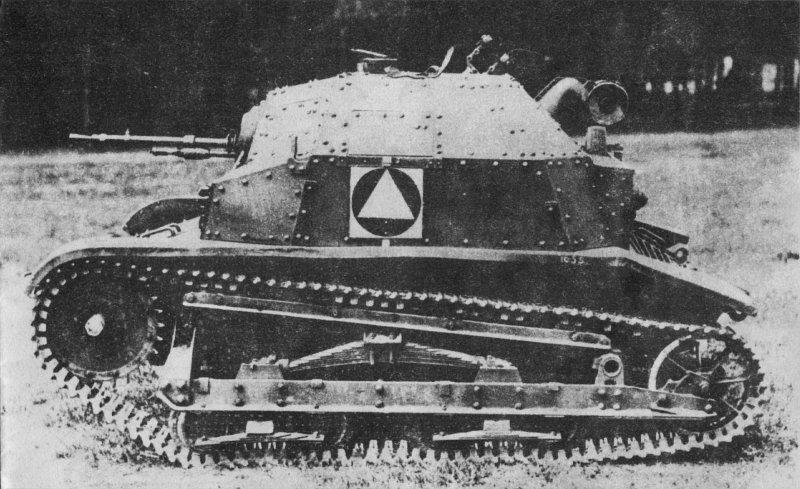
TKS – czołg podstawowy kompanii

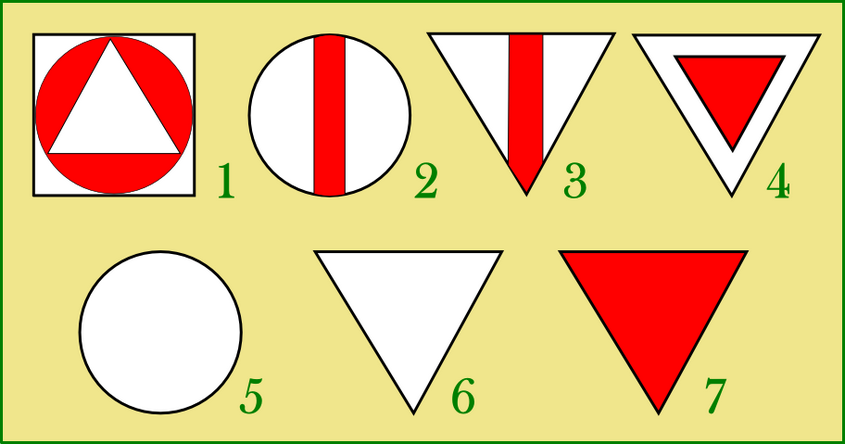
Znaki taktyczne malowane na czołgach lekkich i rozpoznawczych

11 Kompania Czołgów Rozpoznawczych – pododdział broni pancernych Wojska Polskiego w II Rzeczypospolitej.
Kompania została zmobilizowana 26 sierpnia 1939 roku w Centrum Wyszkolenia Broni Pancernych w Modlinie z przeznaczeniem dla Warszawskiej Brygady Pancerno-Motorowej. Na uzbrojeniu pododdziału znajdowało się trzynaście czołgów rozpoznawczych TKS, w tym cztery uzbrojone w najcięższe karabiny maszynowe kal. 20 mm, przy czym dwa dotarły do kompanii prawdopodobnie po wybuchu wojny.

## Walki kompanii
Kompania dołączyła do brygady w dniu 31 sierpnia. Z rozkazu dowódcy brygady płk. dypl. Stefana Roweckiego, kompania brała udział w walkach pod Annopolem 13 września a następnie w bitwie o Tomaszów Lubelski, gdzie poniosły ciężkie straty. Żołnierze kompanii kapitulowali 20 września po wyczerpaniu możliwości dalszej walki wraz z całą brygadą.

## Struktura i obsada personalna kompanii
Obsada personalna we wrześniu 1939 roku:
- dowódca kompanii – kpt. Stanisław Łętowski
- dowódca 1 plutonu – por. br. panc. Tadeusz Józef Zamorski
- dowódca 2 plutonu – ppor. rez. Stefan Golędzinowski

Organizacja kompanii:
- dowódca kompanii: 1 kpt., 1 kpr., 1 st.panc., 2 panc., Razem – 5 żołnierzy. Sprzęt: 1 czołg rozp.TKS, 1 łazik. Uzbrojenie: 2 kbk z bgn., 2 pistolety, 2 bagnety, 1 NKM.
- poczet dowódcy:
  - gońcy: 1 kpr., 2 st.panc., 3 panc.	Razem – 6 żołnierzy. Sprzęt: 3 motoc.z przycz. Uzbrojenie: 6 kbk z bgn
  - sekcja pioniersko-gazowa: 1 plut., 1 kpr., 1 st.panc., 3 panc. Razem – 6 żołnierzy. Sprzęt: 2 furgony. Uzbrojenie: 6 kbk z bgn.
  - patrol sanitarny: 1 kpr., 2 panc. Razem – 3 żołnierzy. 1 furgon sanitarny. Uzbrojenie: 3 bagnety.
- Razem poczet dowódcy: pdf. – 4, szer.- 11. Łącznie – 15 żołnierzy. 1 furgon sanitarny, 2 furgony, 3 motoc.z przycz. Uzbrojenie: 12 kbk z bgn., 3 bagnety.
- drużyna łączności:
  - I patrol radio: 1 plut., 1 st.panc., 1 panc. Razem – 3 żołnierzy. Sprzęt: 1 łazik-radio. Uzbrojenie: 3 kbk z bgn.
  - II patrol radio: 1 kpr., 2 panc. Razem – 3 żołnierzy. Sprzęt: 1 łazik-radio. Uzbrojenie: 3 kbk z bgn.
  - patrol łączności z lotnikiem: 1 st.panc., 2 panc. Razem – 3 żołnierzy. Sprzęt: 1 motoc.z przycz. Uzbrojenie: 3 kbk z bgn.
- Razem drużyna łączności: pdf. – 2, szer. – 7. Łącznie 9 żołnierzy. Sprzęt: 2 łaziki-radio, 1 motoc.z przycz. Uzbrojenie: 9 kbk z bgn.
- pluton czołgów:
  - dowódca plutonu czołgów: 1 por. / ppor., 1 kpr., 1 st.panc., 2 panc. Razem – 5 żołnierzy. Sprzęt: 1 czołg rozp. TKS, 1 motoc.z przycz. Uzbrojenie: 2 kbk z bgn, 2 pistolety, 2 bagnety, 1 CKM
  - załogi czołgów: 1 sierż., 1 plut., 2 kpr., 2 st.panc., 2 panc. Razem – 8 żołnierzy. Sprzęt: 4 czołgi rozp. TKS. Uzbrojenie: 8 pistoletów, 8 bagnetów, 2 CKM, 2 NKM.
  - patrol reperacyjny: 1 plut., 1 kpr. Razem – 2 żołnierzy. Sprzęt: 1 czołg rozp.TKS, 1 przyczepa towarzysząca. Uzbrojenie: 2 pistolety, 2 bagnety, 1 CKM
- Razem I pluton: ofic.- 1, pdf. – 7, szer.- 7. Łącznie 15 żołnierzy. Sprzęt: 6 czołgów rozp.TKS, 1 motoc.z przycz., 1 przyczepa towarzysząca. Uzbrojenie: 2 kbk z bgn, 12 pistoletów, 12 bagnetów, 4 CKM, 2 NKM.
- Razem II pluton: ofic.- 1, pdf. – 7, szer.- 7. Łącznie 15 żołnierzy. Sprzęt: 6 czołgów rozp.TKS, 1 motoc.z przycz., 1 przyczepa towarzysząca. Uzbrojenie: 2 kbk z bgn, 12 pistoletów, 12 bagnetów, 4 CKM, 2 NKM.
- pluton techniczno-gospodarczy:
  - dowódca plutonu techniczno-gospodarczego: 1 kpt. / por., 2 panc. Razem 3 żołnierzy. Sprzęt: 1 motoc.z przycz., Uzbrojenie: 2 kbk z bgn.
  - drużyna techniczna: 2 sierż., 1 plut., 5 kpr., 3 st.panc., 4 panc. Łącznie 15 żołnierzy. Sprzęt: 2 samoch. do przew. cz., 2 samoch.ciężarowe, 1 samoch.-cysterna, 1 samoch.-warsztat, 2 przyczepy paliwowe. Uzbrojenie: 13 kbk z bgn., 2 pistolety, 2 bagnety.
  - drużyna gospodarcza: 1 st.sierż., 1 sierż., 2 plut., 1 kpr., 2 st. panc., 7 panc. Razem – 14 żołnierzy. Sprzęt: 3 samoch. ciężarowe, 1 przyczepa-kuchnia. Uzbrojenie: 11 kbk z bgn., 3 pistolety, 3 bagnety, 1 CKM.
- Razem pluton techniczno-gospodarczy: ofic. – 1, pdf. – 13, szer. – 18. Łącznie: 32 żołnierzy. Sprzęt: 2 samoch. do przew. cz., 5 samoch.ciężarowe, 1 samoch.-cysterna, 1 samoch.-warsztat, 1 motoc. z przycz., 1 przyczepa-kuchnia, 2 przyczepy paliwowe. Uzbrojenie: 26 kbk z bgn, 5 pistoletów, 5 bagnetów, 1 CKM.

Razem kompania czołgów rozpoznawczych: ofic. – 4, pdf. – 34, szer. – 53. Łącznie 91 żołnierzy. Sprzęt: 13 czołgów rozp. TKS, 1 łazik, 2 łazik-radio, 1 furgon sanitarny, 2 furgony, 2 samoch. do przew. cz., 5 samoch.ciężarowych, 1 samoch.-cysterna, 1 samoch.-warsztat, 7 motoc.z przycz., 1 przyczepa-kuchnia, 2 przyczepy paliwowe, 2 przyczepy towarzyszące. Uzbrojenie: 53 kbk z bgn., 31 pistoletów, 34 bagnety, 9 CKM, 5 NKM.
Faktycznie przydział NKM był inny niż w etacie. Ze względu na małe dostawy zdecydowano, że czołg dowódcy kompanii będzie uzbrojony w CKM, a nie w NKM (Pismo nr 6351 I./Tjn z dnia 01.04.1939 r.). Dawało to w kompanii 10 ckm + 4 nkm.
Schemat organizacyjny kompanii: http://www.dws.org.pl/download/file.php?id=1734